# Урочище «Верба»
Уро́чище «Верба́» — гідрологічний заказник місцевого значення в Україні. Об'єкт природно-заповідного фонду Рівненської області. 
Розташований у межах Дубенський району Рівненської області, біля сіл Верба і Стовпець. 
Площа 148 га. Статус надано згідно з рішенням облвиконкому від 22.11.1983 року № 343 (зміни згідно з рішенням облвиконкому від 18.06.1991 року № 98). Перебуває у віданні Стовпецької сільської ради. 
Статус надано з метою збереження природного комплексу в заболоченій лівобережній частині долини річки Іква (притока Стиру). 